# АЕС Чутка
Атомна електростанція Чутка це запропонована атомна електростанція, яку планується побудувати на площі 490 га поблизу села Чутка округу Мандла штату Мадг'я-Прадеш. Ділянка лежить поблизу національного парку Канха, одного з тигрових заповідників Індії та найбільшого національного парку штату Мадх'я-Прадеш в Індії.
Проєкт матиме встановлену потужність 1400 мегават (МВт).

## Історія
Після того, як уряд виділив 17 га землі для проєкту, жителі села Чутка, Татігат, Кунда, Бхалівара і Пата вирішили розпочати безстрокову агітацію з 25 жовтня 2015 року. Більшість із них переселили через дамбу Баргі в 1984 році. Тим часом у радіусі 30 кілометрів від місця проведене дослідження завершено на площі 2828 квадратних кілометрів, яка майже на 60 % вкрита водою, що залишилася безплідною землею та невеликою площею обробленої землі з поганими ґрунтовими умовами. Опитування розпочато в грудні 2012 року.

## Інформація про реактори
| Черга | Блок | Реактор | Реактор   | Статус      | Потужність | Потужність | Початок будівництва | Перша критичність | Підключення до мережі | Комерційна експлуатація | Закриття | Зауваження |
| Черга | Блок | Тип     | Модель    | Статус      | Нетто      | Брутто     | Початок будівництва | Перша критичність | Підключення до мережі | Комерційна експлуатація | Закриття | Зауваження |
| ----- | ---- | ------- | --------- | ----------- | ---------- | ---------- | ------------------- | ----------------- | --------------------- | ----------------------- | -------- | ---------- |
| I     | 1    | PHWR    | IPHWR-700 | Заплановано | 630        | 700        | Н/Д                 | Н/Д               | Н/Д                   | Н/Д                     | Н/Д      |            |
| I     | 2    | PHWR    | IPHWR-700 | Заплановано | 630        | 700        | Н/Д                 | Н/Д               | Н/Д                   | Н/Д                     | Н/Д      |            |